# موراساكي يامادا
موراساكي يامادا (بالإنجليزية: Murasaki Yamada)‏ (5 سبتمبر 1948، سيتاغايا في اليابان - 5 مايو 2009، كيوتو في اليابان)؛ مانغاكا، كاتِبة وشاعرة يابانية.